# Bandera de Montana
La bandera de Montana se compone de la imagen del sello del estado, centrada en un campo azul. En el sello, un arado, una pala y un pico descansan en un típico campo de Montana en frente de los Grandes Saltos del río Misuri. Una cinta contiene el lema del estado, Oro y plata (escrito en español). 
La bandera actual fue adoptada en 1905, y la palabra Montana por encima del sello se añadió en 1981. En 1985, la bandera fue nuevamente modificada para especificar la fuente utilizada en Montana. Antes de adoptarse como bandera del estado, fue utilizada por Montana para el despliegue de tropas en la Guerra Hispano-Estadounidense.